# Saulce-sur-Rhône
Saulce-sur-Rhône è un comune francese di 1 774 abitanti situato nel dipartimento della Drôme della regione dell'Alvernia-Rodano-Alpi.

## Società

### Evoluzione demografica
Abitanti censiti